# Budziszewice (gemeente)
De gemeente Budziszewice is een landgemeente in het Poolse woiwodschap Łódź, in powiat Tomaszowski.
De zetel van de gemeente is in Budziszewice.
Op 30 juni 2004 telde de gemeente 2236 inwoners.

## Oppervlakte gegevens
In 2002 bedroeg de totale oppervlakte van gemeente Budziszewice 30,13 km², waarvan:
- agrarisch gebied: 88%
- bossen: 7%

De gemeente beslaat 2,94% van de totale oppervlakte van de powiat.

## Demografie
Stand op 30 juni 2004:
| Omschrijving                   | Totaal | Totaal | Vrouwen | Vrouwen | Mannen | Mannen |
| ------------------------------ | ------ | ------ | ------- | ------- | ------ | ------ |
| eenheid                        | aantal | %      | aantal  | %       | aantal | %      |
| inwoners                       | 2236   | 100    | 1123    | 50,2    | 1113   | 49,8   |
| bevolkingsdichtheid (inw./km²) | 74,2   | 74,2   | 37,3    | 37,3    | 36,9   | 36,9   |

In 2002 bedroeg het gemiddelde inkomen per inwoner 1308,84 zł.

## Administratieve plaatsen (sołectwo)
Budziszewice, Mierzno, Nowy Rękawiec, Rękawiec, Teodorów, Węgrzynowice, Węgrzynowice-Modrzewie, Zalesie.

## Overige plaatsen
Adamów, Agnopol, Antolin, Helenów, Nepomucenów, Nowe Mierzno, Nowy Józefów, Stary Józefów, Walentynów.

## Aangrenzende gemeenten
Koluszki, Lubochnia, Ujazd, Żelechlinek